# Heteracris lieutaghii
Heteracris lieutaghii är en insektsart som beskrevs av Defaut 1986. Heteracris lieutaghii ingår i släktet Heteracris och familjen gräshoppor. Inga underarter finns listade i Catalogue of Life.